# Las Rozas de Madrid
Las Rozas de Madrid —o, simplemente, Las Rozas— es un municipio de España perteneciente a la Comunidad de Madrid, situado en el área metropolitana, al oeste de la capital. Es uno de los municipios con la renta per cápita más elevada de toda España. El municipio ha experimentado un fuerte crecimiento poblacional, pasando de 35 137 habitantes en 1991 a 95 725 empadronados el 1 de enero de 2022. Fue uno de los primeros municipios españoles en estar comunicado por autovía, cuando en 1967 se inauguró la autovía del Noroeste.

## Historia
Según algunos historiadores, Las Rozas de Madrid pudo ser el antiguo Miacum, por lo que podría tener su origen en el siglo III. El municipio se encuentra en el camino que llevaba desde Segovia hasta el sureste, por lo que su origen podría deberse a esta circunstancia. Sin embargo, a diferencia de Majadahonda, población fundada por pastores, el nombre de Las Rozas indica que, su origen debió originarse por el establecimiento de una zona de cultivos, ya que la palabra «roza» designa en castellano a la zona que se prepara por primera vez para la agricultura. Y el inicio de la carretera a El Escorial en la propia ciudad de Las Rozas explica que el verdadero auge inicial de la población tuvo lugar en el siglo XVI, coincidiendo con el establecimiento de la capital en Madrid y con la construcción del Palacio de El Escorial, pues se necesitaban nuevas áreas agrícolas para abastecer las necesidades crecientes de la población.
Durante el reinado de Carlos III se proyectó crear un canal utópico que uniera el río Guadarrama con el Manzanares y este con el Tajo hasta llegar al océano por Lisboa. Muy cerca del Encinar de Las Rozas, en Las Matas, se encuentran los restos de la presa del Gasco, construida para este propósito.
En un mapa del año 1755, aparece el nombre de Matas Altas (Las Matas), que se pobló con obreros que construían la carretera que llevaba a Segovia. Posteriormente fue de la factoría de RENFE de la que se nutrió dicho núcleo urbano.
En 1812, se libró la batalla de Majadahonda entre dicho municipio y Las Rozas, que enfrentó a tropas francesas con las anglo-portuguesas, y que finalizó con la victoria de las primeras. A mediados del siglo XIX, el lugar contaba con una población censada de 455 habitantes. La localidad aparece descrita en el decimotercer volumen del Diccionario geográfico-estadístico-histórico de España y sus posesiones de Ultramar de Pascual Madoz de la siguiente manera:

ROZAS (las): l. con ayunt. de la prov. y aud. terr. de Madrid (3 leg), part. jud. de Colmenar Viejo (4), c. g. de Castilla la Nueva, dióc. de Toledo (12); sit al N. de Madrid en terreno desigual; le combaten todos los vientos; su clima es frio y las enfermedades mas comunes catarrales; tiene 70 casas de mediana construccion, la de ayunt., escuela de primeras letras comun á ambos sexos, dotada con 1,300 rs. y una igl. parr. San Miguel Arcangel, servida por un cura vicario de patronato del Estado; tiene de anejo al oratorio de Chescas, sit. en el monte del Pardo; el cementerio esta en parage que no ofende la salud pública y los vec. se surten de aguas para sus usos de las de una fuente que hay a poca dist. de la pobl. Confina el térm. N. Torrelodones; E. El Pardo; S. Majada-Honda y O. Galapagar: se estiende 5/4 de leg. de N. á S y 1 1/2 de E. á O. y comprende el cas. de la Hoz, casas del canal de Guadarrama y el parador de San José, titulado de Matas-altas; hay un pequeño monte llamado dehesa, algun viñedo y varios prados con medianos pastos; le atraviesa el r. Guadarrama cuyas aguas se utilizan en parte para el riego: el terreno es de inferior calidad: caminos, los que dirigen á los pueblos limítrofes, pasando al S. del pueblo la carretera de Madrid á la Coruña; el correo se recibe en la adm. de Madrid. prod., trigo, cebada, centeno, algarrobas, garbanzos, avena y uvas; mantiene ganado lanar y vacuno, cria caza de liebres y perdices y pesca de barbos, bogas y anguilas. ind. la agrícola y un molino harinero. pobl.: 94 vec. 455 alm. cap. prod.: 1.510,603. imp.: 123,517. contr. 9'65 por 100.
(Madoz, 1849, pp. 580-581)

Durante la guerra civil española se convirtió en zona de importantes combates, recuerdo de ello son los fortines que todavía hoy se pueden observar en la Dehesa de Navalcarbón. En el invierno de 1936 las tropas sublevadas avanzaron por el oeste de Madrid desde las zonas de Brunete, Villaviciosa de Odón y Campamento. En medio de una densa niebla y temperaturas muy bajas, el ejército de la República y los sublevados, cada uno apoyado por su aviación, se enfrentaron en una de las batallas más cruentas de la Guerra Civil en Madrid. Algunos habitantes de Las Rozas se refugiaron en otros lugares de la sierra como las cuevas de Hoyo de Manzanares, a estos roceños y roceñas posteriormente se les llamó cucos.

Ejemplos de fortificaciones presentes en la Dehesa de Navalcarbón
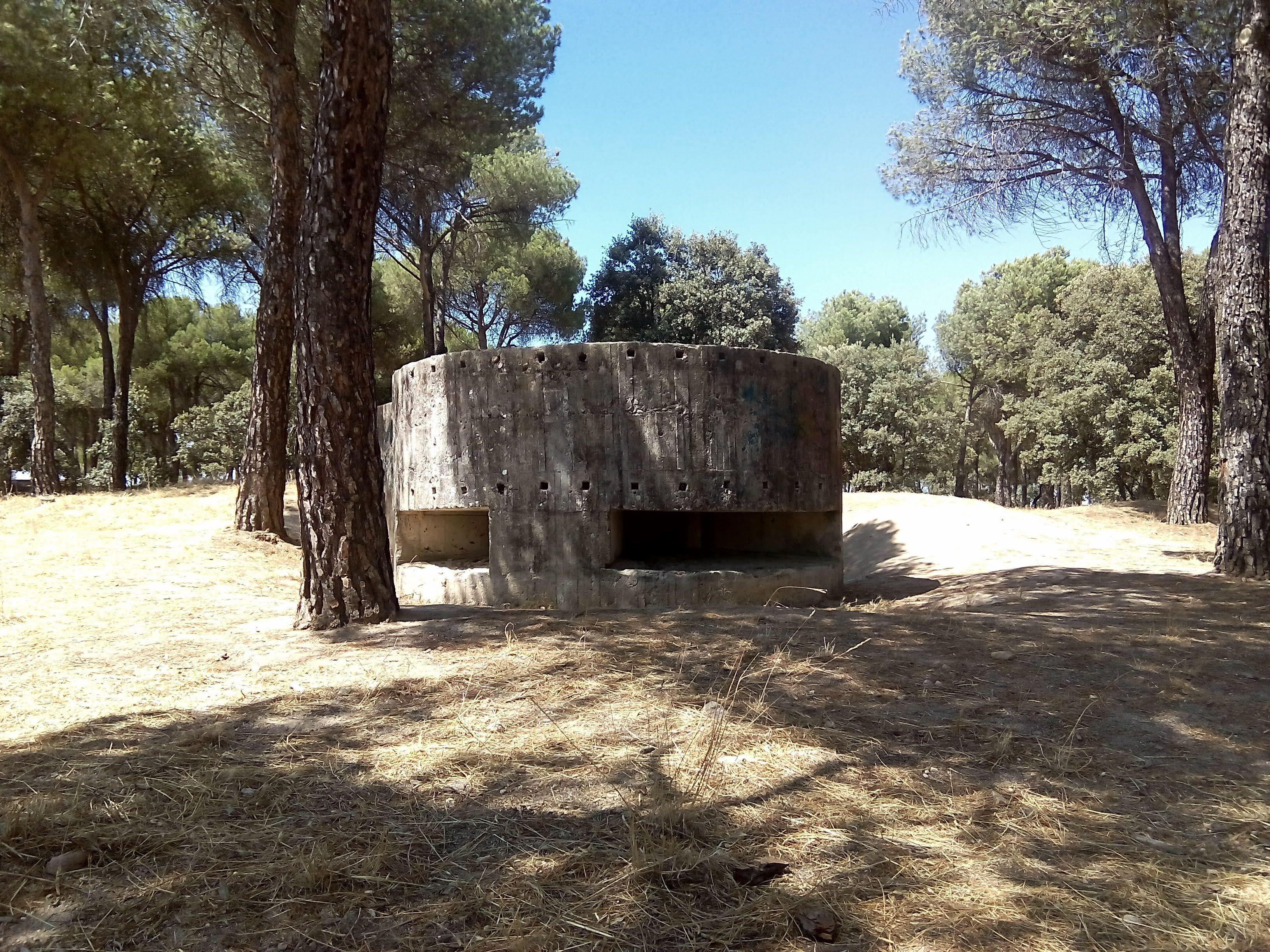
Búnker
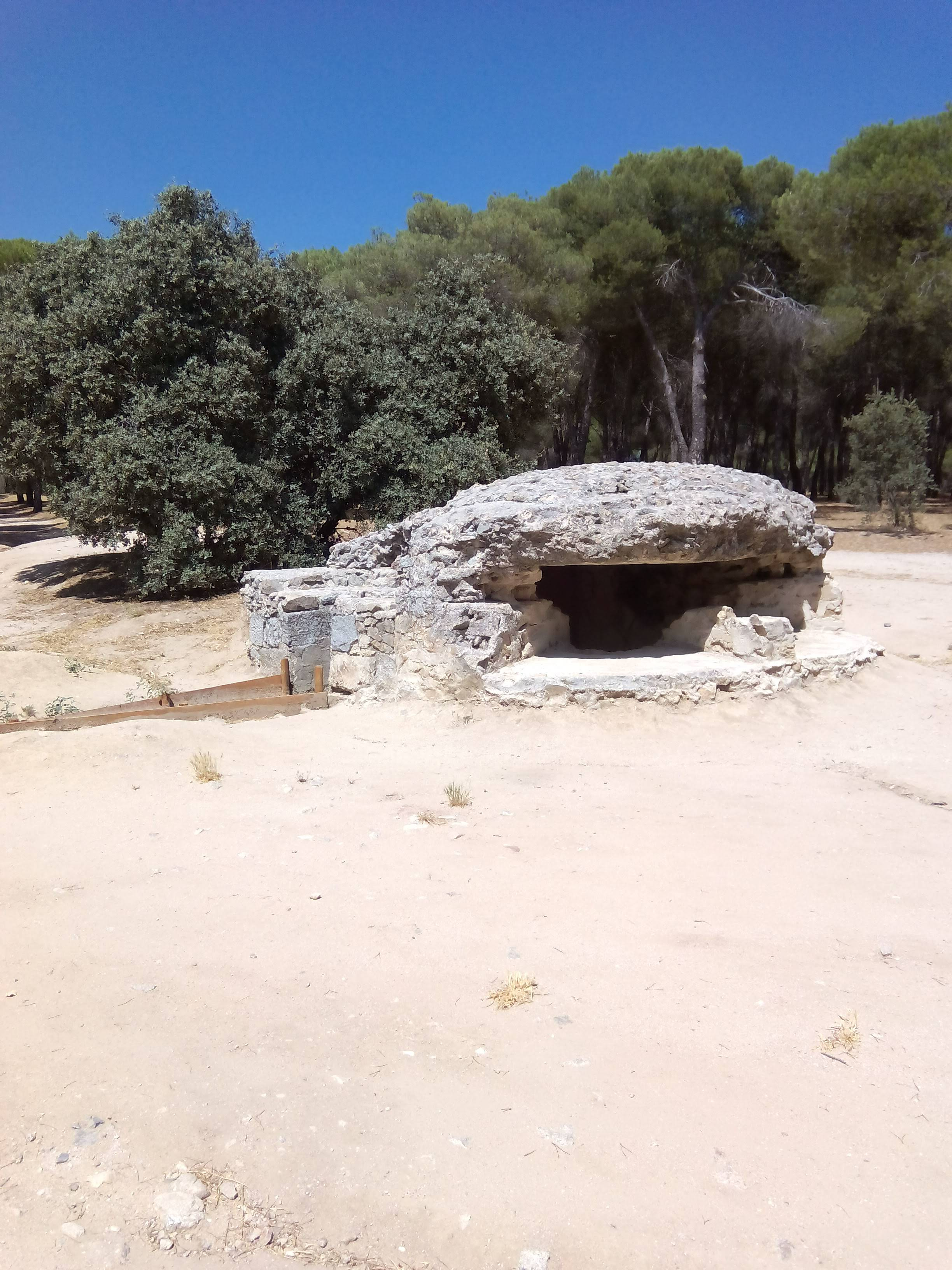
Búnker
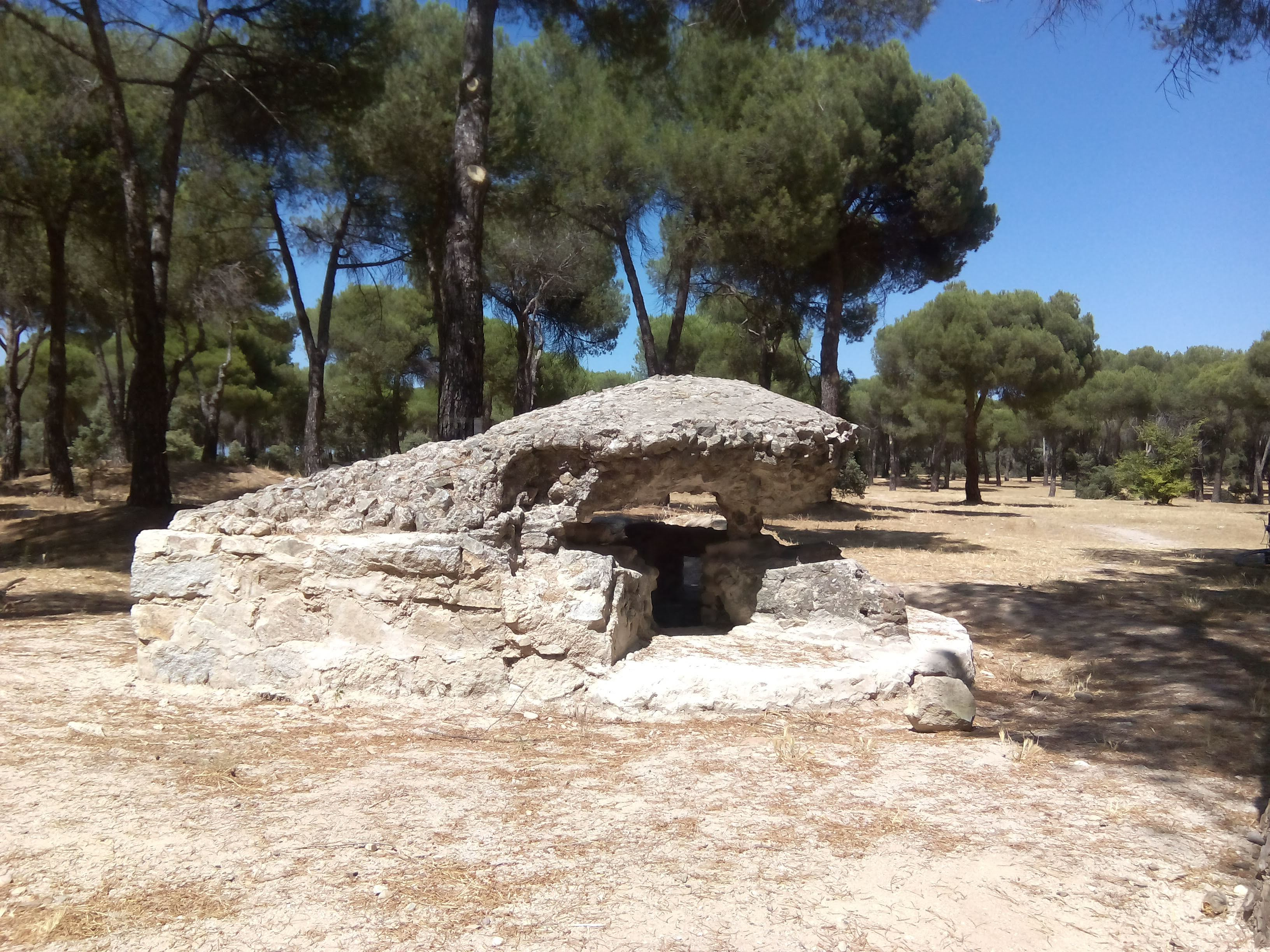
Búnker
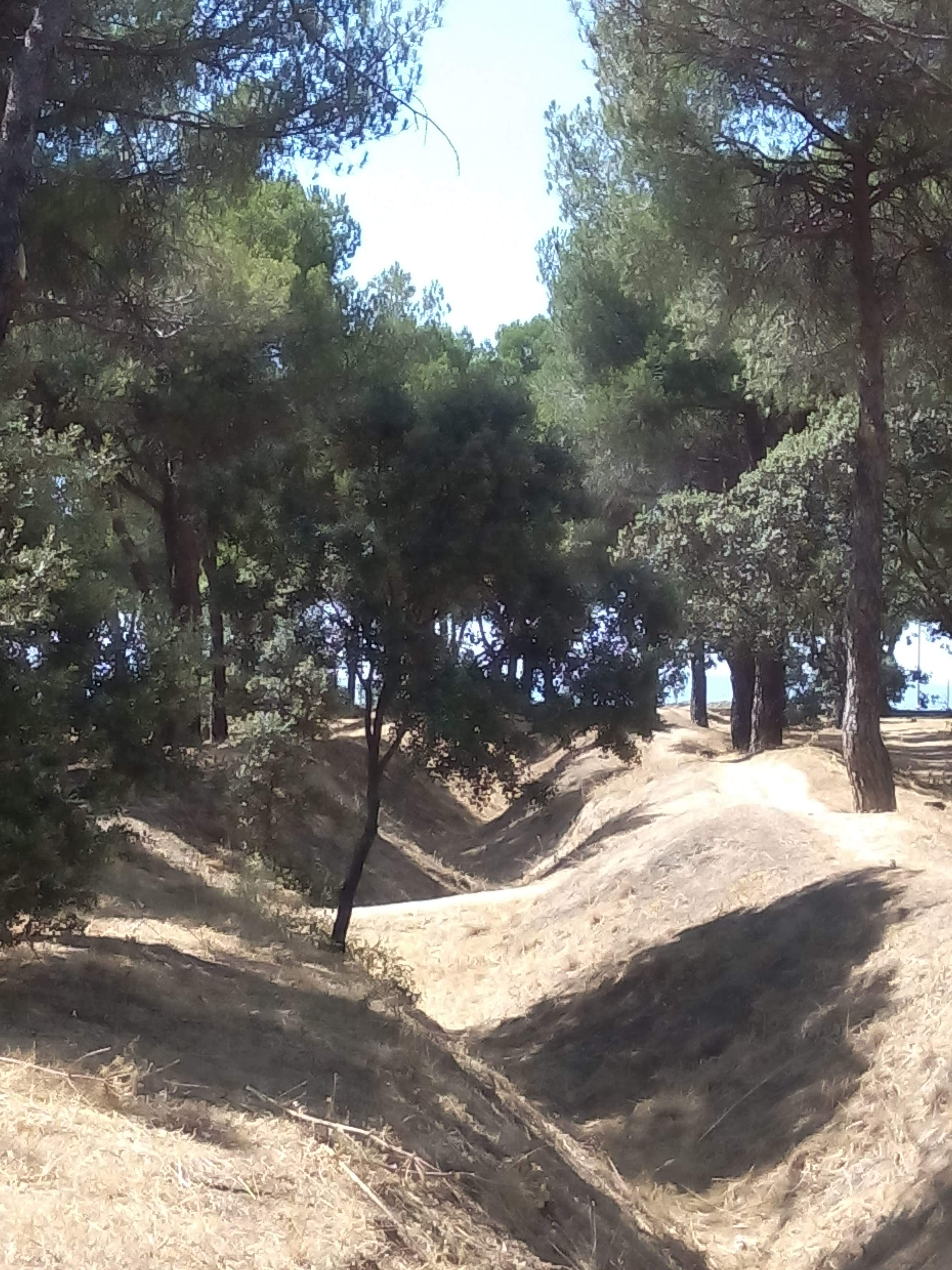
Trinchera
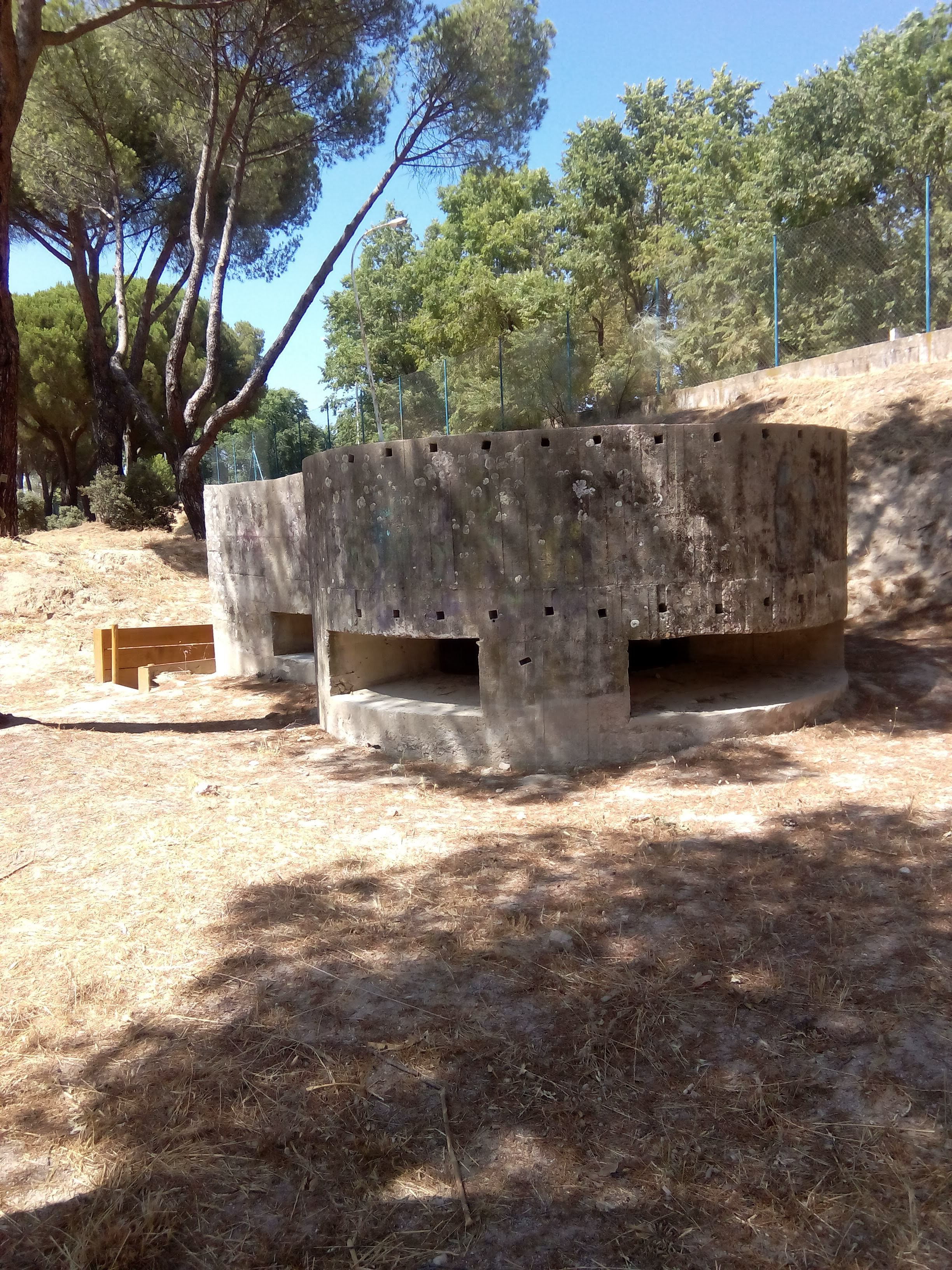
Búnker

La iglesia de San Miguel y todas las viviendas fueron destruidas por completo, al finalizar la guerra el Ministerio de la Gobernación creó la Dirección general de Regiones Devastadas para la reconstrucción de los pueblos destruidos por la guerra, entre los que se encontraba Las Rozas. Para 1967, Las Rozas ya estaba comunicada con Villalba, mediante una de las primeras autopistas españolas, la A-6, autopista del Noroeste. En años posteriores se remodeló la autovía desde Madrid, para darle capacidad para la entonces nueva autopista y para la carretera comarcal de El Escorial, entonces C-505 hoy M-505.

## Geografía
El municipio limita al norte con el término municipal de Torrelodones, al oeste con Villanueva del Pardillo y Galapagar, al este con el barrio de El Pardo (distrito Fuencarral-El Pardo) y al sur con Majadahonda. Parte de su término municipal se encuentra dentro del parque regional de la Cuenca Alta del Manzanares.
| Noroeste: Torrelodones            | Norte: Torrelodones | Nordeste: Madrid     |
| Oeste: Galapagar                  |                     | Este: Madrid         |
| Suroeste: Villanueva del Pardillo | Sur: Majadahonda    | Sureste: Majadahonda |

### Distritos
El municipio se divide en tres distritos:
- Norte: Las Matas / Barrio de RENFE –TALGO / El Garzo / El Pedrosillo / Los Peñascales / Punta Galea / Sector IX / El Club de Golf / Los Jardines del César / Monte Verde / Buenos Aires / El Encinar
- Centro: Casco Urbano / El Pinar-Coruña 21 / La Marazuela / El Montecillo / El Abajón / Európolis / Dehesa de Navalcarbón / Yucatán
- Sur: Molino de la Hoz / El Cantizal / Parque Matas / Monte Rozas / Parque Empresarial / El Pinar / Parque Rozas / El Mirador / La Chopera

### Situación

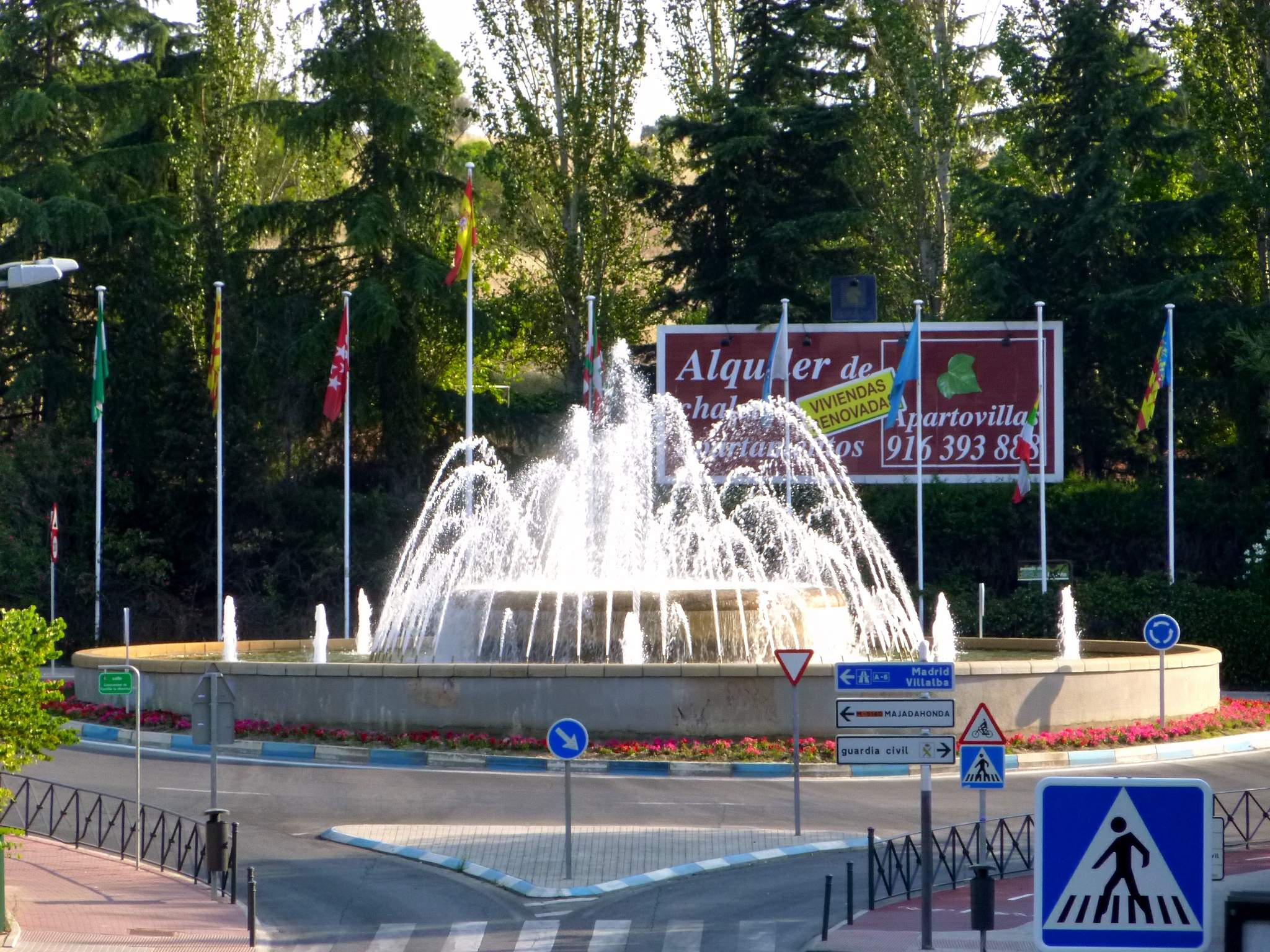
Fuente en la rotonda próxima a la calle Comunidad de Castilla-La Mancha

A pesar de ser un municipio independiente, Las Rozas forma un continuo urbano con Majadahonda en el sur. De hecho, con el objetivo de ahorrar debido a las consecuencias de la crisis económica de 2008, los alcaldes de ambas localidades firmaron a finales de 2011 un pacto para compartir servicios. Un ejemplo de ello fue el hecho de compartir la Cabalgata de Reyes Magos desde 2012 hasta 2017.
Además, Las Rozas y Majadahonda comparten las siguientes calles que discurren por el borde del término municipal que divide ambas localidades:
- Carretera de Las Rozas a Majadahonda (antigua carretera M-515). Esta arteria de Las Rozas empieza la rotonda que hace esquina con el final de la calle Real y conecta con el final de la avenida de los Reyes Católicos (Majadahonda). En concreto, con el número 15 en la acera de los impares, donde se encuentra el Centro Emisor de RTVE,[11] y el número 18 en el lado de los pares. Esto se debe a que en la localidad majariega la dirección de los números va en sentido contrario ya que la avenida comienza en la rotonda que hace esquina con la calle Doctor Calero para ir en sentido norte. Por otra parte, a 15 metros de la puerta de acceso al recinto de RTVE, se encuentra un monoposte tricara de 6 metros de altura del Ayuntamiento de Majadahonda que indica la entrada al municipio majariego. El cartel principal visto desde Las Rozas anuncia lo siguiente: «Bienvenido a Majadahonda. Donde tú vives».
- Calle del Moncayo. La vía pertenece administrativamente a Majadahonda. La calle inicia su recorrido una vez se gira a la izquierda en la calle Jalisco y dirigiéndose en sentido norte finaliza tras recorrer 50 metros desde la esquina de la calle Santa Beatriz de Silva (Majadahonda) más cercana al número 1. A esta altura enlaza con la calle Chiapas (Las Rozas), en la cual se encuentra una puerta de garaje automática de la comunidad privada del número 4 de la misma calle. De esta forma, el final de la calle del Moncayo conecta con el final de la calle Chiapas.
- Calle Virgen del Pilar. Pertenece administrativamente a Las Rozas pero los últimos 86 metros de la travesía están situados dentro del término municipal majariego. La calle comienza una vez se gira a la derecha en la calle de Urbión y yendo en dirección sur en el número 19 en la acera de los impares y en el número 20 en la de los pares. Sin embargo, a nivel de gestión la calle sigue perteneciendo al municipio roceño durante los 45 metros siguientes hasta llegar a la esquina con la calle Santa Beatriz de Silva, números 15 y 17. Posteriormente, la vía pasa a denominarse calle del Jalón en Majadahonda para finalizar en este tramo como un callejón sin salida.
- Calle de Monterrey. Se accede por la carretera de Las Rozas a El Escorial para comenzar en el municipio roceño y avanzar en dirección sur hasta que terminar en el número 10B situado frente a la isleta de tráfico situada más al norte de la plaza de Méjico. A partir de entonces, entra en Majadahonda con el número 2 que vuelve a aparecer hasta que finaliza en el número 19 en la acera de los impares y en el 20 en la acera de los pares como una calle sin salida en forma de rotonda.
- Plaza de Méjico. Comienza en Las Rozas una vez termina el recorrido de la calle de Monterrey en el municipio roceño. Los números 1 y 2 pertenecen a esta localidad y el término municipal también cubre una parte de la isleta de tráfico que está situada más al norte de la rotonda. Por otra parte, los números 3, 4, 5, 6 y 7 pertenecen a Majadahonda y el término municipal incluye la rotonda y la isleta de tráfico ubicada más al sur.
- Calle de la Virgen de Guadalupe. Pertenece administrativamente a Las Rozas pero los últimos 25 metros de la calle están dentro del término municipal majariego. La calle comienza una vez se gira a la derecha en la calle de la Cornisa (Las Rozas) y transitando en dirección sur finaliza a la altura del parque del Pentágono de la calle Rosa de los Vientos (Majadahonda).
- Calle Huracán. Comienza su recorrido girando a la derecha en la calle de Navaluenga desde Las Rozas yendo en dirección este. Los 50 últimos metros al final de la calle están situados en el municipio majariego y abarcan tres números. De hecho, el número 3 aparece otra vez en la parte final de la calle y lo hace en lo que sería la acera de los pares si se hace el recorrido desde La Rozas. Esto se debe a que este número pertenece administrativamente a Majadahonda y la calle Huracán comienza en la dirección inversa en esta localidad ya que se accede por la calle de la Tramontana.[12] Por último, el número 39, que sí se encuentra en el lado de la calle que le corresponde, pertenece administrativamente a Las Rozas aunque se encuentre dentro del término municipal majariego.
- Calle de la Tramontana. La división del término municipal esta calle está delimitada por la parte final de la perpendicular calle Huracán, la cual marca el punto que separa la calle entre ambos municipios. La parte más al norte con respecto a la calle Huracán forma parte de Las Rozas y la parte sur pertenece a Majadahonda. En cuanto a la numeración, en el municipio roceño la calle comienza una vez se accede por la Carretera de Las Rozas a El Escorial para ir en dirección sur y terminar en el número 29 en la acera de los impares y en el número 16 en la acera de los pares mientras que en la localidad majariega la calle Tramontana comienza tras hacer un giro a la derecha en la calle Rosa de los Vientos para finalizar en el número 39 en la acera de los impares y en el número 44 en la de los pares. De esta forma, el final de la calle en Las Rozas conecta con el final de la calle en Majadahonda.
- Calle Breda. Los números que van del 1 al 13 en la acera de los impares y del 4 al 14 en la acera de los impares se encuentran dentro de la urbanización Residencial Bellavista y finaliza en un callejón sin salida en forma de rotonda. El acceso general no está permitido porque es propiedad privada. Sin embargo, el número 2 aunque pertenece a la urbanización está situado fuera del recinto. Yendo en sentido sur desde este punto, la calle roceña llega a la esquina con la calle Siroco del municipio majariego y empalma con el final de la Travesía de Navaluenga (Majadahonda). Esta vía comienza una vez se gira a la derecha por la Carretera de El Plantío y yendo en sentido norte finaliza en el número 33 en la acera de los impares y en el 44 en la de los pares.

Por otra parte, en el norte de Las Rozas también forma un continuo urbano con el municipio de Torrelodones entre las zonas de Las Matas y Los Peñascales. Por esta razón, las siguientes calles atraviesan el borde del término municipal que divide ambas localidades:
- Calle Gabriel Enríquez de la Orden. El comienzo de la calle está en el municipio roceño próximo a la Travesía de Peñascales, accediendo a ella por la salida 26 (Las Matas / Los Peñascales) de la A-6 (kilómetro 26) o a través de la Vía de Servicio de dicha autopista yendo en dirección noreste. En este primer tramo, los números impares terminan en el 13 mientras que los pares terminan en el 8. Una vez la travesía llega a la altura de la esquina con la calle Espliego, entra en Torrelodones en donde es denominada avenida Gabriel Enríquez de la Orden. A partir de esta parte de la vía hacia adelante, la acera de los números pares está dentro del término municipal de Las Rozas y finaliza en el número 32 mientras que la acera de los números impares está en el interior del territorio torrelodonense para acabar en el número 35.
- Calle El Enebral. Se accede a la vía a través de la avenida Gabriel Enríquez de la Orden o de la calle Espliego y dirigiéndose en sentido oeste finaliza en la Vía de Servicio de la A-6. La acera de los impares, en la que solamente se encuentra el número 1[13] que está situado en una esquina, pertenece administrativamente a Torrelodones mientras que la acera de los pares, que incluye los números 2 y 4, forma parte de Las Rozas.
- Avenida de Pinares. Se entra al principio de la travesía una vez se gira a la derecha en la Gabriel Enríquez de la Orden transitando en dirección noreste. Los primeros 90 metros de la vía forman parte de Torrelodones a nivel administrativo mientras que el resto de la avenida pertenece a Las Rozas. En concreto, los números 1 y 2 de la avenida forman parte del municipio torrelodonense. En este último número, se accede al centro de mayores Mial Salud (residencia y centro de día concertado con la Consejería de Políticas Sociales y Familia de la Comunidad de Madrid).[14] A continuación, la travesía ya se adentra en la localidad roceña en la cual finaliza en el número 9.

### Clima
| Parámetros climáticos promedio de municipio de Las Rozas de Madrid (Periodo de referencia: 1971-2000) | Parámetros climáticos promedio de municipio de Las Rozas de Madrid (Periodo de referencia: 1971-2000) | Parámetros climáticos promedio de municipio de Las Rozas de Madrid (Periodo de referencia: 1971-2000) | Parámetros climáticos promedio de municipio de Las Rozas de Madrid (Periodo de referencia: 1971-2000) | Parámetros climáticos promedio de municipio de Las Rozas de Madrid (Periodo de referencia: 1971-2000) | Parámetros climáticos promedio de municipio de Las Rozas de Madrid (Periodo de referencia: 1971-2000) | Parámetros climáticos promedio de municipio de Las Rozas de Madrid (Periodo de referencia: 1971-2000) | Parámetros climáticos promedio de municipio de Las Rozas de Madrid (Periodo de referencia: 1971-2000) | Parámetros climáticos promedio de municipio de Las Rozas de Madrid (Periodo de referencia: 1971-2000) | Parámetros climáticos promedio de municipio de Las Rozas de Madrid (Periodo de referencia: 1971-2000) | Parámetros climáticos promedio de municipio de Las Rozas de Madrid (Periodo de referencia: 1971-2000) | Parámetros climáticos promedio de municipio de Las Rozas de Madrid (Periodo de referencia: 1971-2000) | Parámetros climáticos promedio de municipio de Las Rozas de Madrid (Periodo de referencia: 1971-2000) | Parámetros climáticos promedio de municipio de Las Rozas de Madrid (Periodo de referencia: 1971-2000) |
| Mes                                                                                                   | Ene.                                                                                                  | Feb.                                                                                                  | Mar.                                                                                                  | Abr.                                                                                                  | May.                                                                                                  | Jun.                                                                                                  | Jul.                                                                                                  | Ago.                                                                                                  | Sep.                                                                                                  | Oct.                                                                                                  | Nov.                                                                                                  | Dic.                                                                                                  | Anual                                                                                                 |
| --- | --- | --- | --- | --- | --- | --- | --- | --- | --- | --- | --- | --- | --- |
| Temp. máx. media (°C)                                                                                 | 10.1                                                                                                  | 12.4                                                                                                  | 16.0                                                                                                  | 17.9                                                                                                  | 22.1                                                                                                  | 27.8                                                                                                  | 32.4                                                                                                  | 31.9                                                                                                  | 27.1                                                                                                  | 20.1                                                                                                  | 14.1                                                                                                  | 10.6                                                                                                  | 20.2                                                                                                  |
| Temp. media (°C)                                                                                      | 5.4                                                                                                   | 7.1                                                                                                   | 9.7                                                                                                   | 11.6                                                                                                  | 15.5                                                                                                  | 20.6                                                                                                  | 24.4                                                                                                  | 24.0                                                                                                  | 19.9                                                                                                  | 14.3                                                                                                  | 9.0                                                                                                   | 6.3                                                                                                   | 14.0                                                                                                  |
| Temp. mín. media (°C)                                                                                 | 0.6                                                                                                   | 1.8                                                                                                   | 3.6                                                                                                   | 5.4                                                                                                   | 9.0                                                                                                   | 13.3                                                                                                  | 16.4                                                                                                  | 16.1                                                                                                  | 12.8                                                                                                  | 8.5                                                                                                   | 4.0                                                                                                   | 1.9                                                                                                   | 7.8                                                                                                   |
| Precipitación total (mm)                                                                              | 46 | 38 | 28 | 52 | 56 | 31 | 17 | 15 | 32 | 58 | 64 | 66 | 508                                                                                                   |
| Fuente: Agencia Estatal de Meteorología                                                               | | | | | | | | | | | | | |

## Demografía
Las Rozas cuenta con una población de 98 590 habitantes (INE 2024).
| Gráfica de evolución demográfica de Las Rozas de Madrid entre 1842 y 2021 |
| |
| Población de derecho según los censos de población del INE Población de hecho según los censos de población del INEEn estos censos se denominaba Rozas, Las: 1842, 1857 y 1860 |

## Transporte

### Carreteras

#### Nacionales
- La carretera de la Coruña pasa por el municipio, aunque físicamente ha sido absorbida desde aproximadamente el pK 17,5 por la A-6

#### Autovías y autopistas

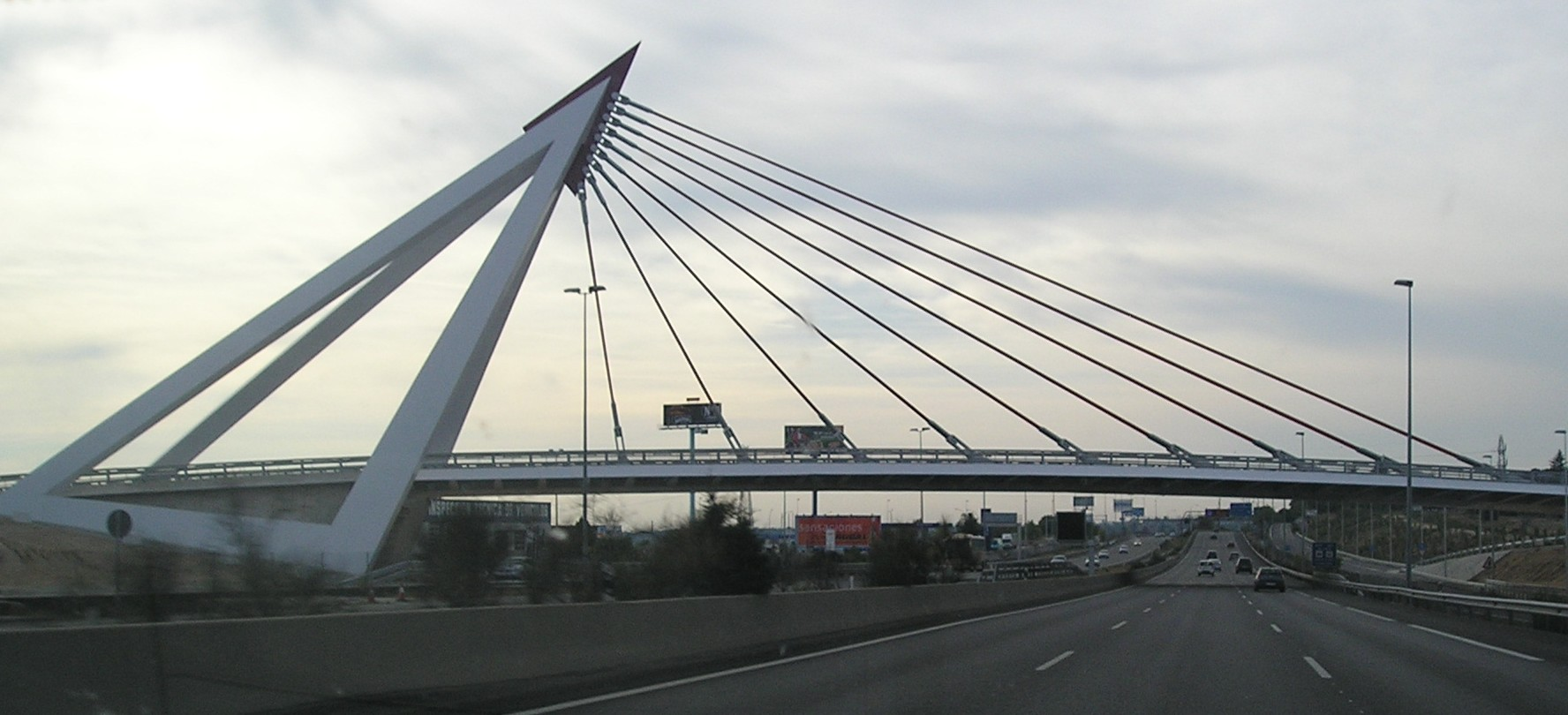
Puente Puerta de Las Rozas

- Autovía del Noroeste. Contiene la plataforma con dos carriles de Bus-VAO en la mediana. Ésta se prolonga hasta cerca del km. 20 de la autovía, ya con un solo carril.
- Autopista de circunvalación M-50.
- Carretera M-505 entre Madrid y El Escorial. Comienza en el municipio, en la salida 18 de la A-6.

#### Autonómicas y comarcales
- Carretera M-851, de Las Rozas a Villanueva del Pardillo. Inicia en el pK 3 de la carretera M-505 y finaliza en el pK 9 de la carretera M-509.

#### Antiguas carreteras
- Carretera M-515. En algunos mapas como M-5140. Antiguamente carretera de Las Rozas a Majadahonda. Ya no posee el identificador.

Sobre la autopista A-6, cerca del pK 20, lugar en el que se empezaron a construir en Las Rozas las nuevas plataformas de grava-cemento, en 1966.

### Cercanías Renfe

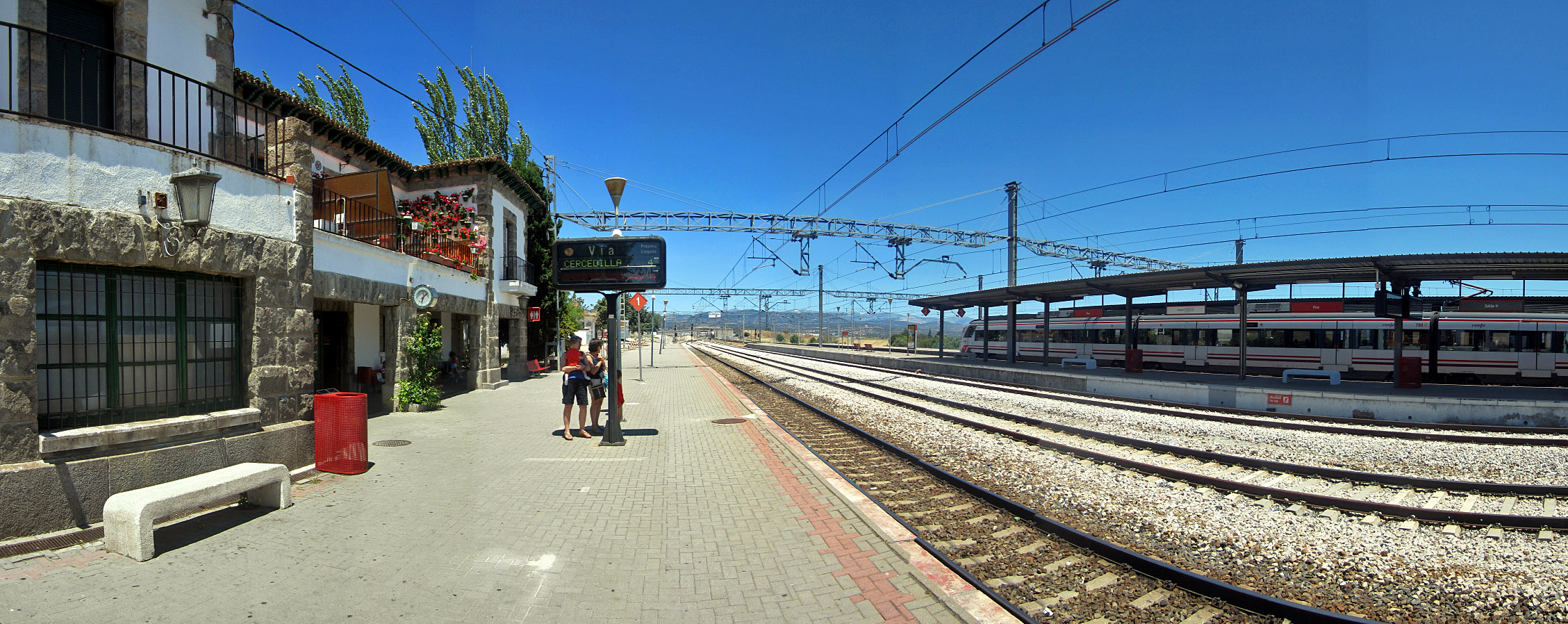
Estación del Pinar de Las Rozas

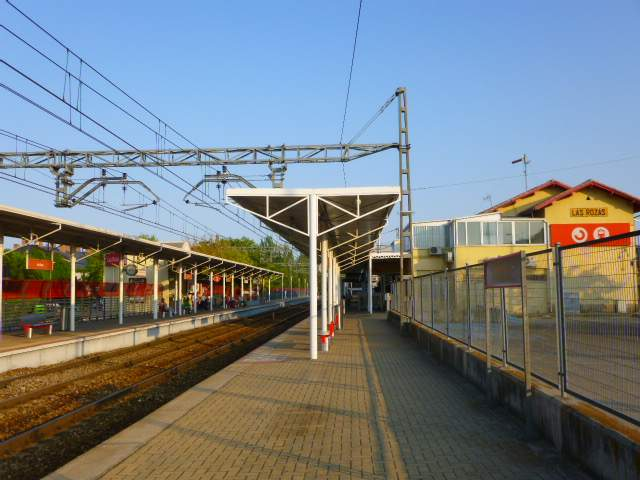
Estaciones de Las Rozas

Las Rozas contaba con cinco estaciones hasta que se suprimieron las de Los Peñascales y El Tejar. Quedan actualmente las de Las Rozas, Las Matas, el Pinar, las dos últimas en el Ferrocarril de Madrid a Hendaya. De esta forma, Las Rozas cuenta con una de las mejores comunicaciones con el centro de Madrid de toda la Comunidad. Incluyendo además, el antiguo trazado del Madrid-Hendaya desde Príncipe Pío, en el que está la Estación de Las Rozas, y que posteriormente enlaza con el actual proveniente de Chamartín.

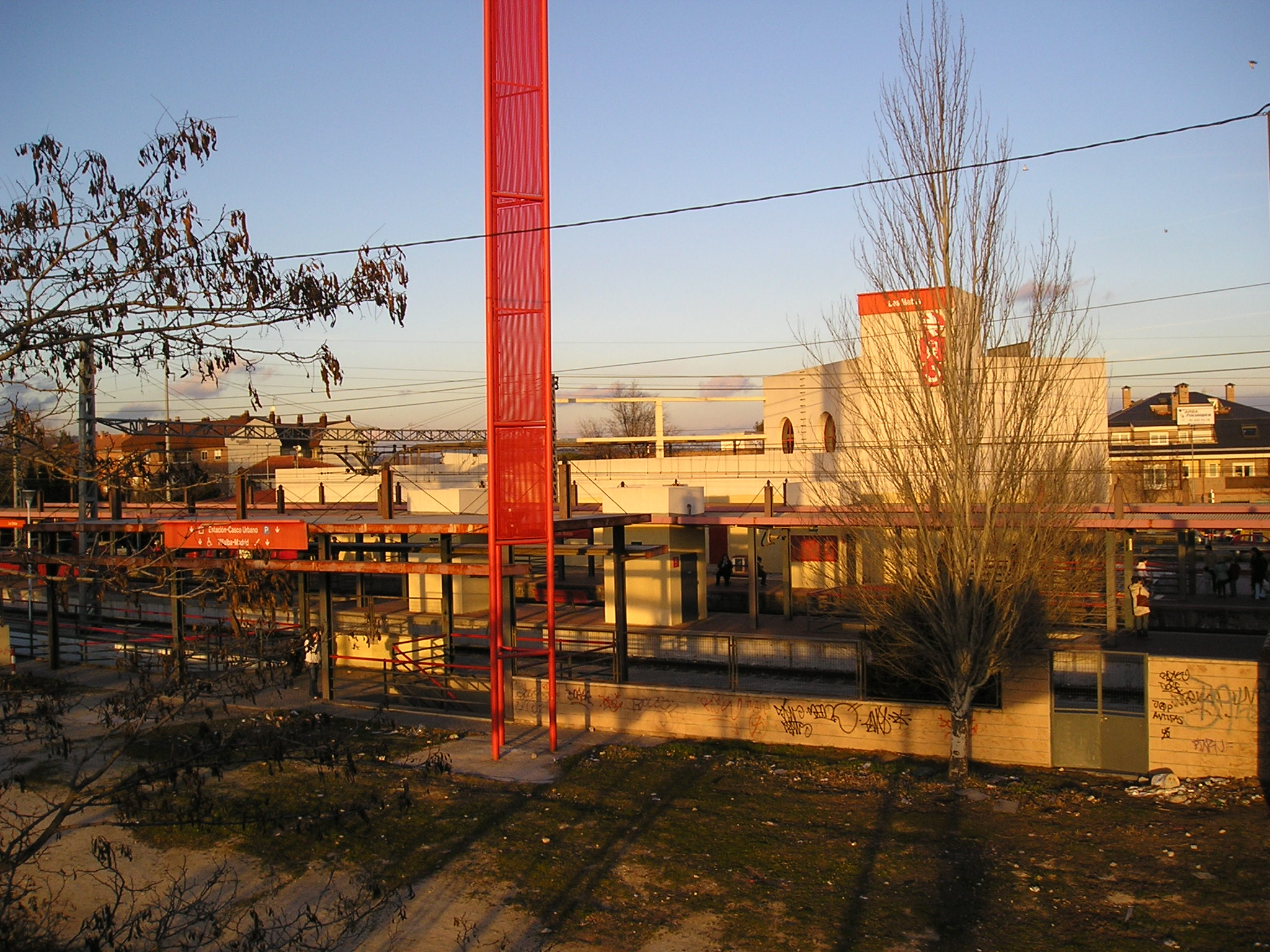
Estación de Las Matas

| Línea | Recorrido                                                                                          | Estaciones                      |
| ----- | -------------------------------------------------------------------------------------------------- | ------------------------------- |
|       | Alcalá de Henares - Atocha - Chamartín - Príncipe Pío                                              | Las Rozas                       |
|       | Guadalajara - Atocha - Chamartín - Villalba - Cercedilla / El Escorial - Santa María de la Alameda | Las Matas \| Pinar              |
|       | Villalba - Príncipe Pío - Atocha - Chamartín                                                       | Las Rozas \| Las Matas \| Pinar |

### Autobuses
Las Rozas es accesible tanto desde la autopista A-6 (carretera de La Coruña), como desde la autopista M-50 (circunvalación de Madrid) o desde la M-505 (carretera de El Escorial), por lo tanto, eso le confiere al municipio una buena comunicación para el transporte público.
| Línea   | Recorrido                                                                             | Operador                  |
| ------- | ------------------------------------------------------------------------------------- | ------------------------- |
| 1       | Las Rozas - Urbanización Molino de la Hoz                                             | Auto Periferia            |
| 2       | Las Rozas - Monte Rozas - El Encinar                                                  | Auto Periferia            |
| 561     | Madrid (Aluche) - Pozuelo de Alarcón - Majadahonda - Las Rozas                        | Avanza Movilidad Integral |
| 561A    | Madrid (Aluche) - Pozuelo de Alarcón - Majadahonda - Las Rozas (por Universidad)      | Avanza Movilidad Integral |
| 561B    | Madrid (Aluche) - Pozuelo de Alarcón - Majadahonda - Las Rozas (por Avda. Guadarrama) | Avanza Movilidad Integral |
| 611     | Madrid (Moncloa) - Hoyo de Manzanares                                                 | Avanza Movilidad Integral |
| 611A    | Madrid (Moncloa) - Hoyo de Manzanares (por Urbanización Las Colinas)                  | Avanza Movilidad Integral |
| 613     | Madrid (Moncloa) - Torrelodones (Por Centro Comercial)                                | Avanza Movilidad Integral |
| 620     | Las Matas - Las Rozas - Majadahonda (Hospital Puerta de Hierro)                       | Auto Periferia            |
| 621     | Madrid (Moncloa) - Las Rozas                                                          | Auto Periferia            |
| 622     | Madrid (Moncloa) - Las Rozas - Las Matas                                              | Auto Periferia            |
| 623     | Madrid (Moncloa) - Las Rozas - Urbanización Villafranca del Castillo                  | Auto Periferia            |
| 624     | Madrid (Moncloa) - Colonia Veracruz - Las Rozas                                       | Auto Periferia            |
| 624A    | Madrid (Moncloa) - Las Rozas (Marazuela)                                              | Auto Periferia            |
| 625     | Madrid (Moncloa) - Monte Rozas                                                        | Auto Periferia            |
| 626     | Las Rozas - Majadahonda - Villanueva de la Cañada                                     | Auto Periferia            |
| 627     | Madrid (Moncloa) - Villanueva de la Cañada - Brunete                                  | Auto Periferia            |
| 628     | Madrid (Moncloa) - Parque Empresarial de las Rozas - El Cantizal                      | Auto Periferia            |
| 629     | Madrid (Moncloa) - Las Rozas (Parque Empresarial)                                     | Auto Periferia            |
| 631     | Madrid (Moncloa) - Torrelodones (Colonia) - Galapagar - Colmenarejo                   | Avanza Movilidad Integral |
| 633     | Hospital Puerta de Hierro - Galapagar - Colmenarejo                                   | Avanza Movilidad Integral |
| 641     | Madrid (Moncloa) - Valdemorillo                                                       | Avanza Movilidad Integral |
| 642     | Madrid (Moncloa) - Colmenar del Arroyo                                                | Avanza Movilidad Integral |
| 643     | Madrid (Moncloa) - Villanueva del Pardillo                                            | Avanza Movilidad Integral |
| 645     | Madrid (Moncloa) - Robledo de Chavela - Cebreros                                      | ALSA                      |
| 661     | Madrid (Moncloa) - San Lorenzo de El Escorial (por Galapagar)                         | ALSA                      |
| 661A    | Madrid (Moncloa) - Las Zorreras (por Galapagar)                                       | ALSA                      |
| 662     | Madrid (Moncloa) - Urbanización Molino de la Hoz                                      | ALSA                      |
| 664     | Madrid (Moncloa) - San Lorenzo de El Escorial (por Guadarrama)                        | ALSA                      |
| 667     | Majadahonda (Hospital) - San Lorenzo de El Escorial (por Galapagar)                   | ALSA                      |
| 682     | Madrid (Moncloa) - Villalba - Guadarrama                                              | Avanza Movilidad Integral |
| 684     | Madrid (Moncloa) - Cercedilla (por Guadarrama)                                        | Avanza Movilidad Integral |
| 685     | Majadahonda (Hospital) - Las Rozas - Guadarrama                                       | Avanza Movilidad Integral |
| 686     | Madrid (Moncloa) - Torrelodones (por Los Peñascales)                                  | Avanza Movilidad Integral |
| 686A    | Madrid (Moncloa) - Torrelodones (por Montealegre)                                     | Avanza Movilidad Integral |
| 691     | Madrid (Moncloa) - Becerril de la Sierra - Navacerrada                                | Avanza Movilidad Integral |
| FS1     | Las Rozas (CC Herón City/Las Rozas Village) - Valdemorillo                            | Avanza Movilidad Integral |
| VAC-246 | Madrid y Segovia (y hasta Melgar de Fernamental con hijuelas).                        | Avanza Movilidad Integral |
| N602    | Madrid (Moncloa) - Villalba - Guadarrama                                              | Avanza Movilidad Integral |
| N604    | Madrid (Moncloa) - El Escorial - San Lorenzo de El Escorial                           | ALSA                      |
| N903    | Madrid (Moncloa) - Las Rozas - Monte Rozas                                            | Auto Periferia            |
| N907    | Madrid (Moncloa) - Villanueva de la Cañada - Brunete                                  | Auto Periferia            |
| N908    | Madrid (Moncloa) - Villanueva del Pardillo - Valdemorillo                             | Avanza Movilidad Integral |

## Economía
El municipio dispone de numerosos centros comerciales y de ocio además de un parque empresarial. El 93,3% de la población trabaja en el sector de los servicios.
Evolución de la deuda de Las Rozas:
| Evolución de la deuda de Las Rozas desde 2008 (m.€) |
| --------------------------------------------------- |
|                                                     |

### Parque empresarial
Las Rozas ha desarrollado un parque empresarial con el fin de crear una zona de atracción para la implantación de la sede de empresas o de las oficinas centrales de diversos sectores:
- Tecnológico: BQ, DXC, Hewlett-Packard Enterprise, HP Inc, LG, Micro focus, Oracle
- Bancario:  CaixaBank
- Alimentación: Grupo DIA

## Administración y política
La casa consistorial y la Sala de Banderas está situada en el centro de la ciudad. En concreto, en la plaza Mayor, 1. El acceso al edificio del salón de plenos del ayuntamiento se encuentra junto a la casa consistorial en la avenida de los Toreros, 2 (esquina calle Quicos). Actualmente, se eligen 25 concejales (mayoría absoluta en 13).

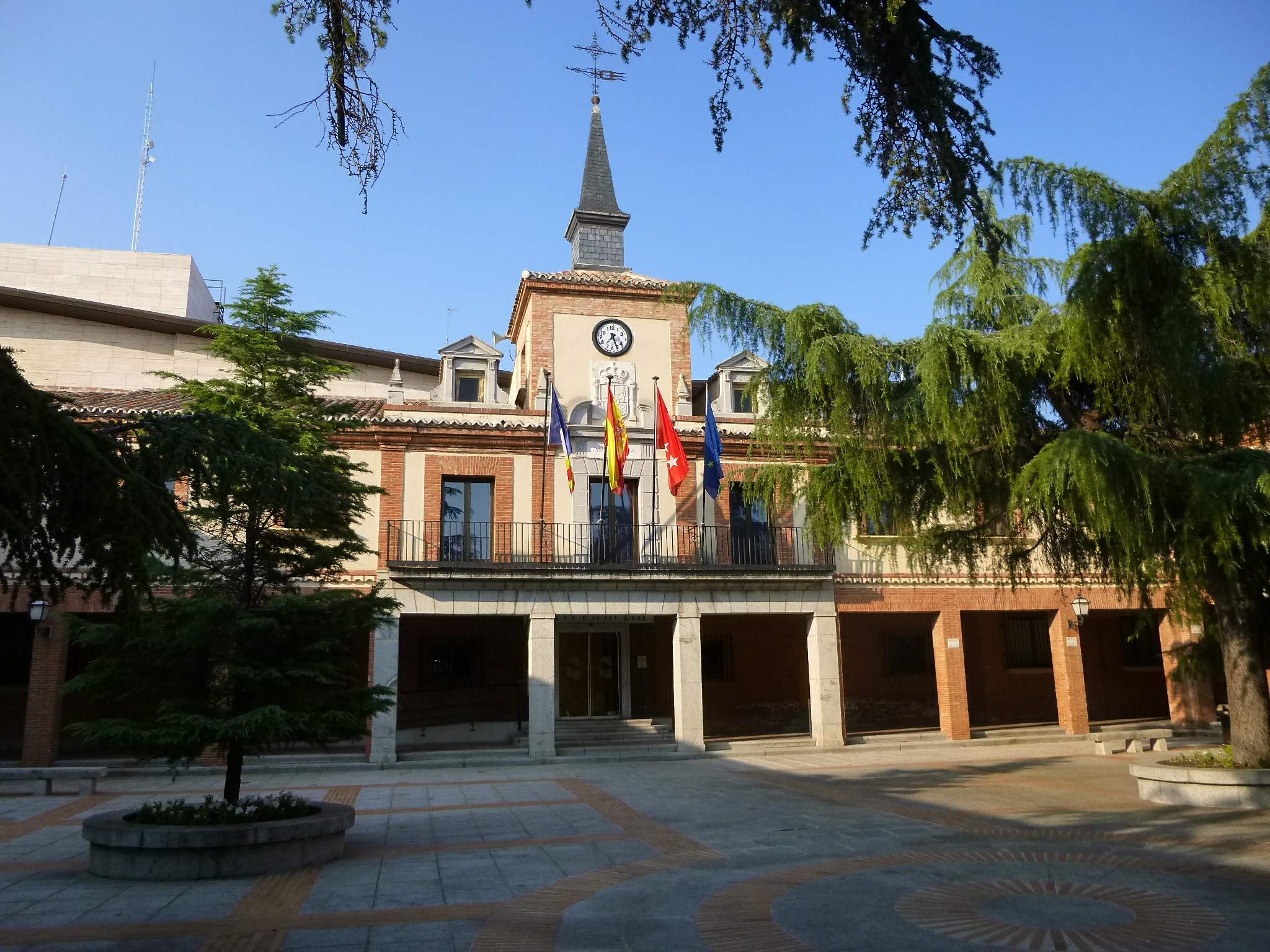
Casa consistorial en la plaza Mayor

| Periodo   | Nombre                       | Partido | Partido                                  |
| --------- | ---------------------------- | ------- | ---------------------------------------- |
| 1979-1979 | Benito Garrido Turrillo      |         | Partido Socialista Obrero Español (PSOE) |
| 1979-1980 | Luis Schake de Miguel        |         | Partido Socialista Obrero Español (PSOE) |
| 1980-1981 | Doroteo Lázaro Mingo         |         | Partido Socialista Obrero Español (PSOE) |
| 1981-1983 | Luis Schake de Miguel        |         | Partido Socialista Obrero Español (PSOE) |
| 1983-1995 | Jesús Zúñiga Pérez-Lemaur    |         | Partido Socialista Obrero Español (PSOE) |
| 1995-2011 | Bonifacio de Santiago Prieto |         | Partido Popular (PP)                     |
| 2011-2015 | José Ignacio Fernández Rubio |         | Partido Popular (PP)                     |
| 2015-act. | José de la Uz Pardos         |         | Partido Popular (PP)                     |

| Partido político                         | 2023  | 2023   | 2023       | 2019  | 2019   | 2019       | 2015  | 2015   | 2015       | 2011  | 2011   | 2011       | 2007  | 2007   | 2007       |
| Partido político                         | %     | Votos  | Concejales | %     | Votos  | Concejales | %     | Votos  | Concejales | %     | Votos  | Concejales | %     | Votos  | Concejales |
| Partido Popular (PP)                     | 60,51 | 31 969 | 18         | 42,13 | 20 592 | 12         | 38,03 | 17 168 | 11         | 57,72 | 24 364 | 16         | 59,70 | 23 827 | 17         |
| Vox                                      | 13,03 | 6884   | 3          | 10,12 | 4948   | 2          | 3,45  | 1558   | 0          | —     | —      | —          | —     | —      | —          |
| Partido Socialista Obrero Español (PSOE) | 12,59 | 6652   | 3          | 15,04 | 7350   | 4          | 11,04 | 4985   | 3          | 15,06 | 6356   | 4          | 27,56 | 11 000 | 7          |
| Más Madrid                               | 6,38  | 3373   | 1          | 4,07  | 1990   | 0          | —     | —      | —          | —     | —      | —          | —     | —      | —          |
| Ciudadanos (CS)                          | 3,14  | 1661   | 0          | 21,22 | 10 370 | 6          | 20,70 | 9344   | 6          | —     | —      | —          | —     | —      | —          |
| Podemos-Izquierda Unida (IU)             | 3,04  | 1609   | 0          | 5,67  | 2775   | 1          | 11,71 | 5286   | 3          | 7,51  | 3170   | 2          | 5,02  | 2002   | 1          |
| Unión Progreso y Democracia (UPyD)       | —     | —      | —          | —     | —      | —          | 6,54  | 2952   | 2          | 12,75 | 5383   | 3          | —     | —      | —          |

## Cultura

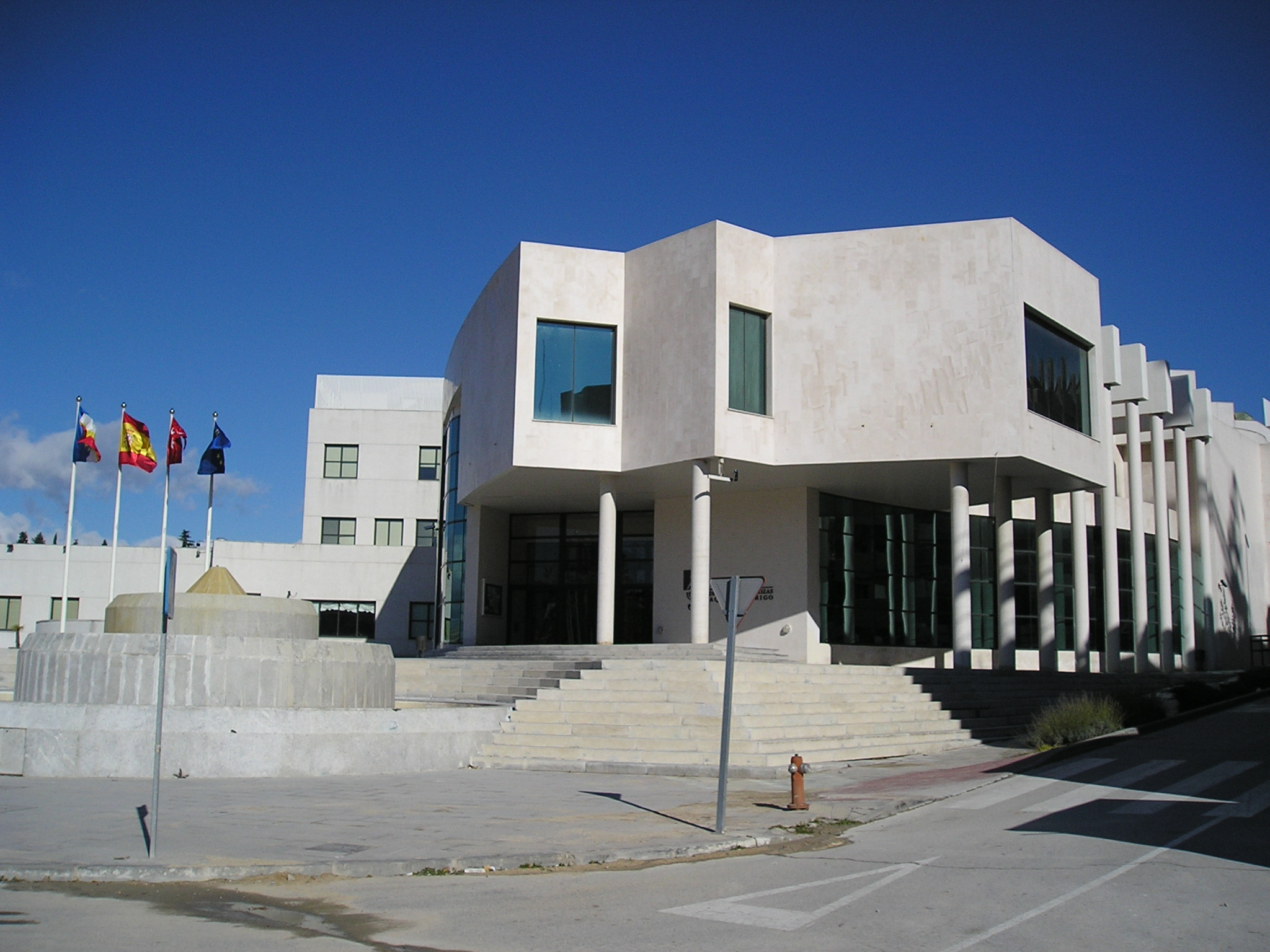
Auditorio Joaquín Rodrigo

### Auditorio municipal Joaquín Rodrigo
En 1999 se inauguró el edificio que alberga la concejalía de Educación, la escuela oficial de idiomas, la concejalía de Cultura, la escuela de música y danza, la escuela de adultos y el auditorio municipal de música. El Ayuntamiento de Las Rozas promueve una gran variedad de actividades culturales: exposiciones, cursos, talleres, viajes.

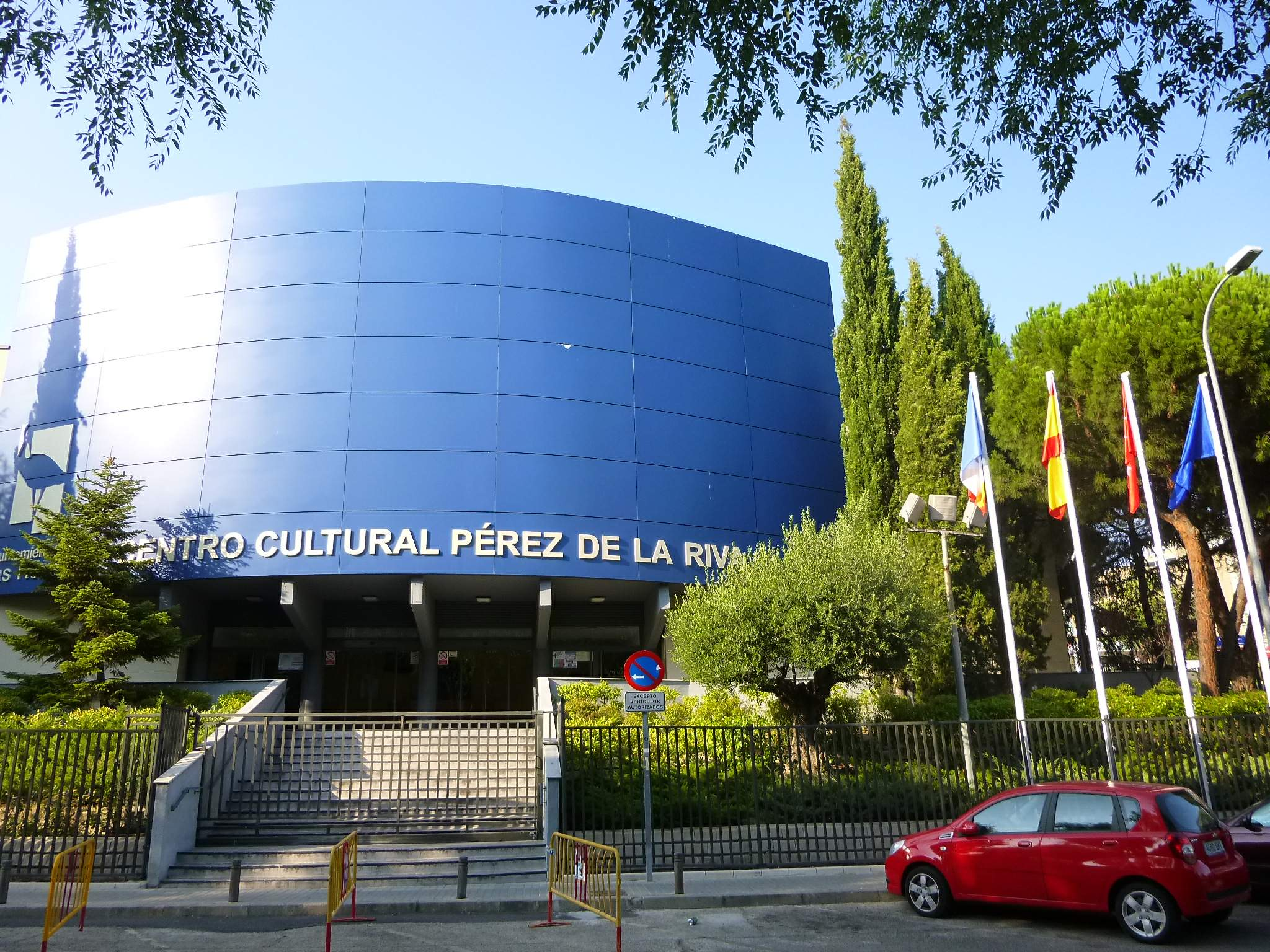
Centro cultural Pérez de la Riva

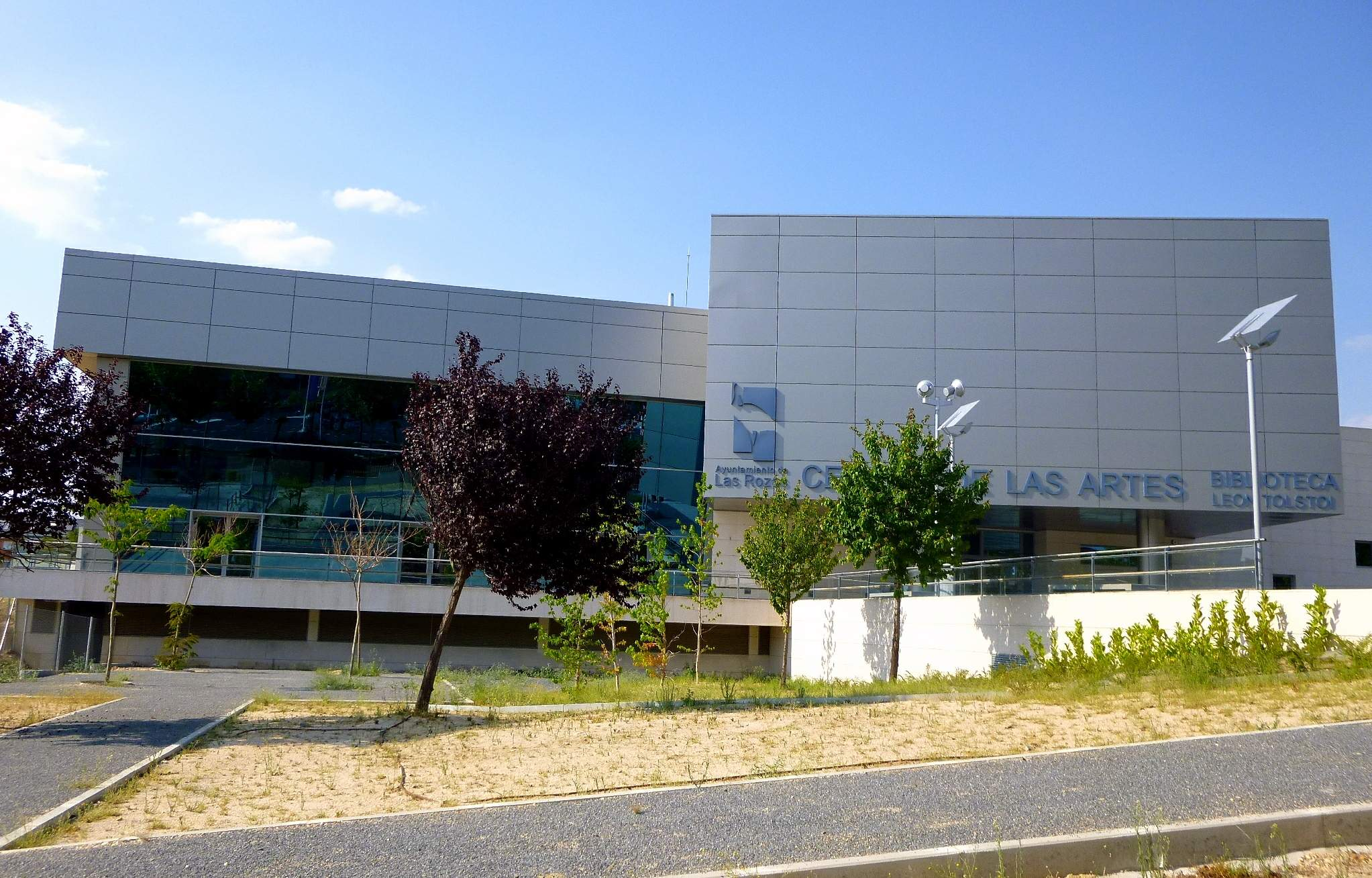
Centro de las Artes y biblioteca León Tolstói

### Bibliotecas
Las Rozas cuenta con tres bibliotecas municipales y ha sido reconocida con el premio Liber 2018 a la mejor iniciativa de fomento a la lectura en bibliotecas abiertas al público (otorgada por la Federación de Gremios de Editores de España):
- Biblioteca de Las Rozas (construida en 1991)[26]
- Biblioteca de Las Matas Marga Gil Roësset (construida en 1999)[27]
- Biblioteca León Tolstói (construida en 2008)[27]

### Museo de Ferrocarril de las Matas
Fue inaugurado en 2009 con el objetivo de presentar y documentar la evolución del ferrocarril en el barrio de Las Matas, originalmente construido para alojar los obreros, con una iglesia (actual sede del museo) y una escuela. El barrio de las Matas conserva el poblado ferroviario.

### Espacios naturales y biodiversidad
Las Rozas cuenta con cerca de 29 km² de áreas forestales, de los cuales 23 km² se concentran entre el parque regional de la Cuenca Alta del Manzanares y el parque regional del Curso Medio del Guadarrama.

### Estudios de cine

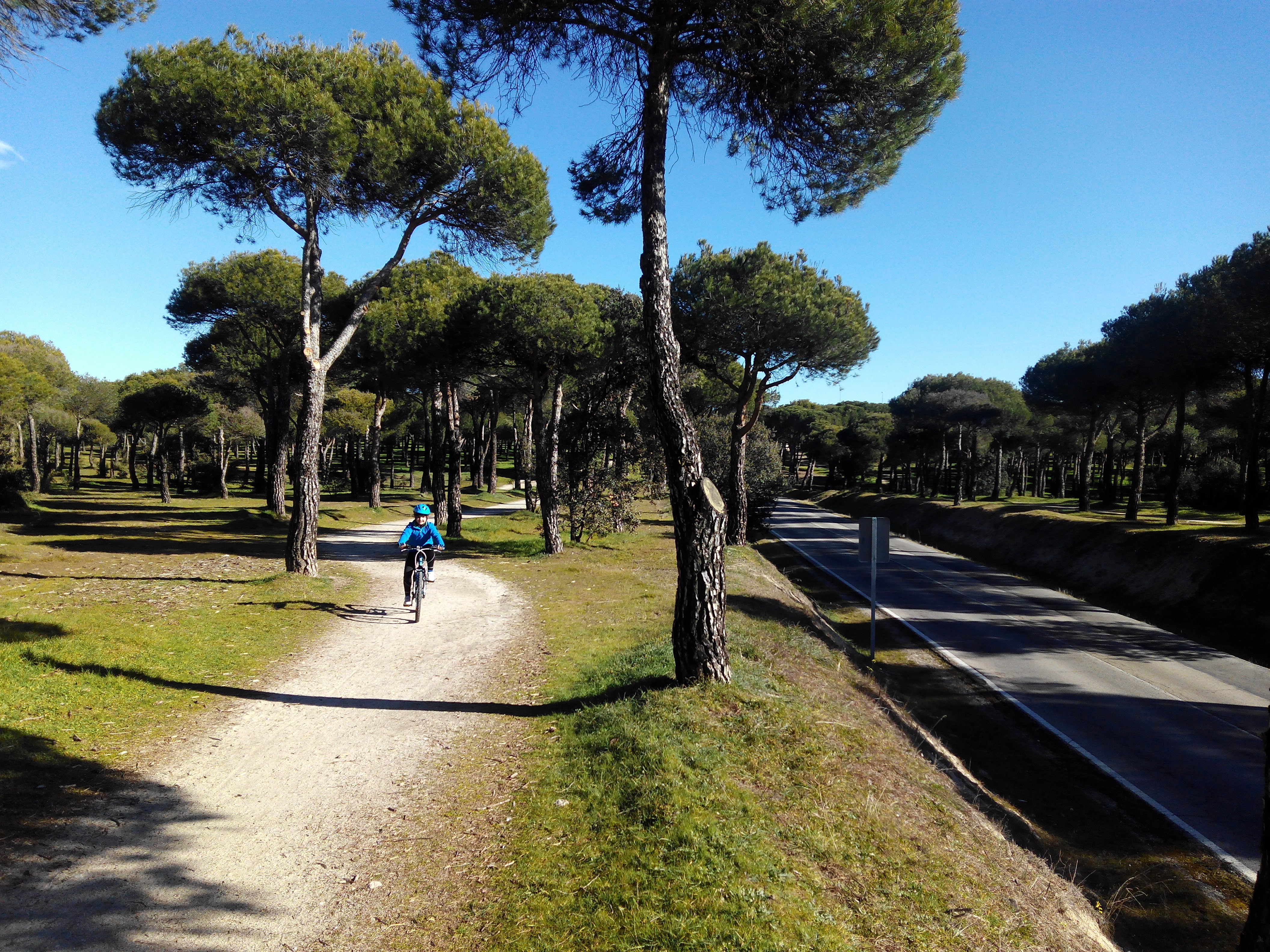
La calle de Samuel Bronston divide la Dehesa de Navalcarbón de Las Rozas en dos y que se convierte en peatonal los fines de semana

Durante los años sesenta del siglo XX, Las Rozas albergó un gran plató de cine. El productor Samuel Bronston construyó, en lo que hoy es una urbanización de lujo en Las Matas, los estudios de cine más importantes de Europa y apuntaban a ser los más grandes del mundo, pero fracasos comerciales como el de la película 55 días en Pekín (1963) impidieron que hoy podamos hablar de Las Rozas como sede de la industria del cine. En el rodaje de 55 días en Pekín muchos roceños participaron como extras, y también como operarios en la construcción de los decorados. Incluso se creó un río artificial que se llenó con camiones cisterna.
Para recordar a Samuel Bronston, el cual fue enterrado en Las Rozas, se dio nombre a la calle que atraviesa la Dehesa de Navalcarbón.

### Lugar de culto

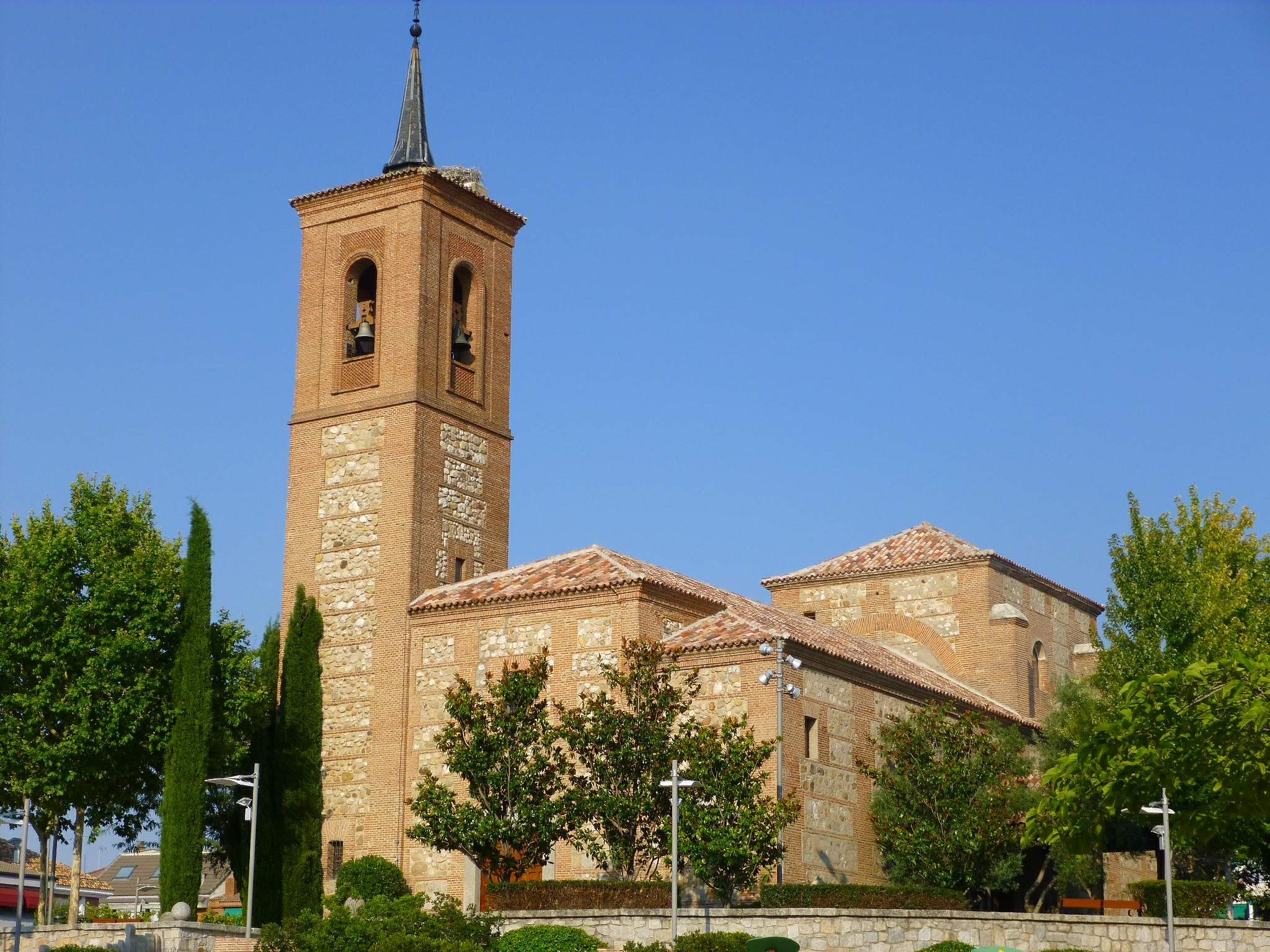
Iglesia San Miguel Arcángel

Iglesia de San Miguel Arcángel: De estilo tardo-gótico, la iglesia parroquial de San Miguel Arcángel, rehabilitada tras ser destruida durante la guerra civil, se levanta sobre una elevación del terreno, saliendo hacia el sur de la plaza de España.

### Educación
- I ciclo de educación infantil: El municipio de Las Rozas dispone de cuatro escuelas infantiles de la red pública de la Comunidad de Madrid, que atienden a más de 500 niños con edades comprendidas entre los 0 y 3 años de edad.
- II ciclo de educación infantil y primaria: Las Rozas dispone actualmente de diez centros públicos (CEIPS) y seis centros concertados (CC) de educación infantil y primaria.
- Educación secundaria: Las Rozas dispone actualmente de cinco centros públicos.

### Fiestas populares

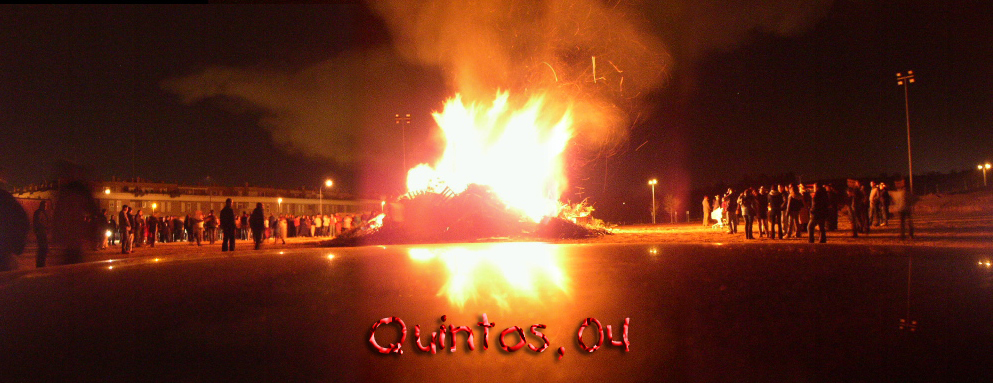
Lumbre de los quintos en Reyes

- 29 de septiembre: San Miguel Arcángel. Para celebrar el patrón del pueblo se organizan encierros y corridas de toros, conciertos, paellas gigantes y concursos populares.
- Lunes siguiente al puente de mayo: Virgen de la Retamosa. Se traslada la Virgen de la Retamosa en procesión desde la iglesia de San Miguel Arcángel hasta la ermita situada en la Dehesa de Navalcarbón, una vez allí se celebra una romería con baile y concursos.
- 1 de mayo: San José Obrero (Las Matas). Patrón del barrio, se organizan encierros y corridas de toros y conciertos.
- 6 de enero: Cuando se cumplen las 12 de la noche de reyes, los quintos encienden la hoguera que han estado preparando durante todo el día, esta tradición se está perdiendo últimamente por dos motivos principales, por un lado el objetivo era reunir a todos los mozos que ese año harían el servicio militar (la mili), hoy en día al haberse suprimido no tiene tanto sentido y por otro lado el continuo cambio de lugar de la hoguera debido a la construcción masiva en las zonas donde se ubica dicha hoguera. Primero fue en la plaza Mayor, después en la plaza de España, a continuación donde hoy hay una urbanización, justo al lado del auditorio y por último su actual ubicación que tendrá que cambiar en breve debido a la recalificación de los terrenos, el valle del eco o el montecillo.

### Deporte

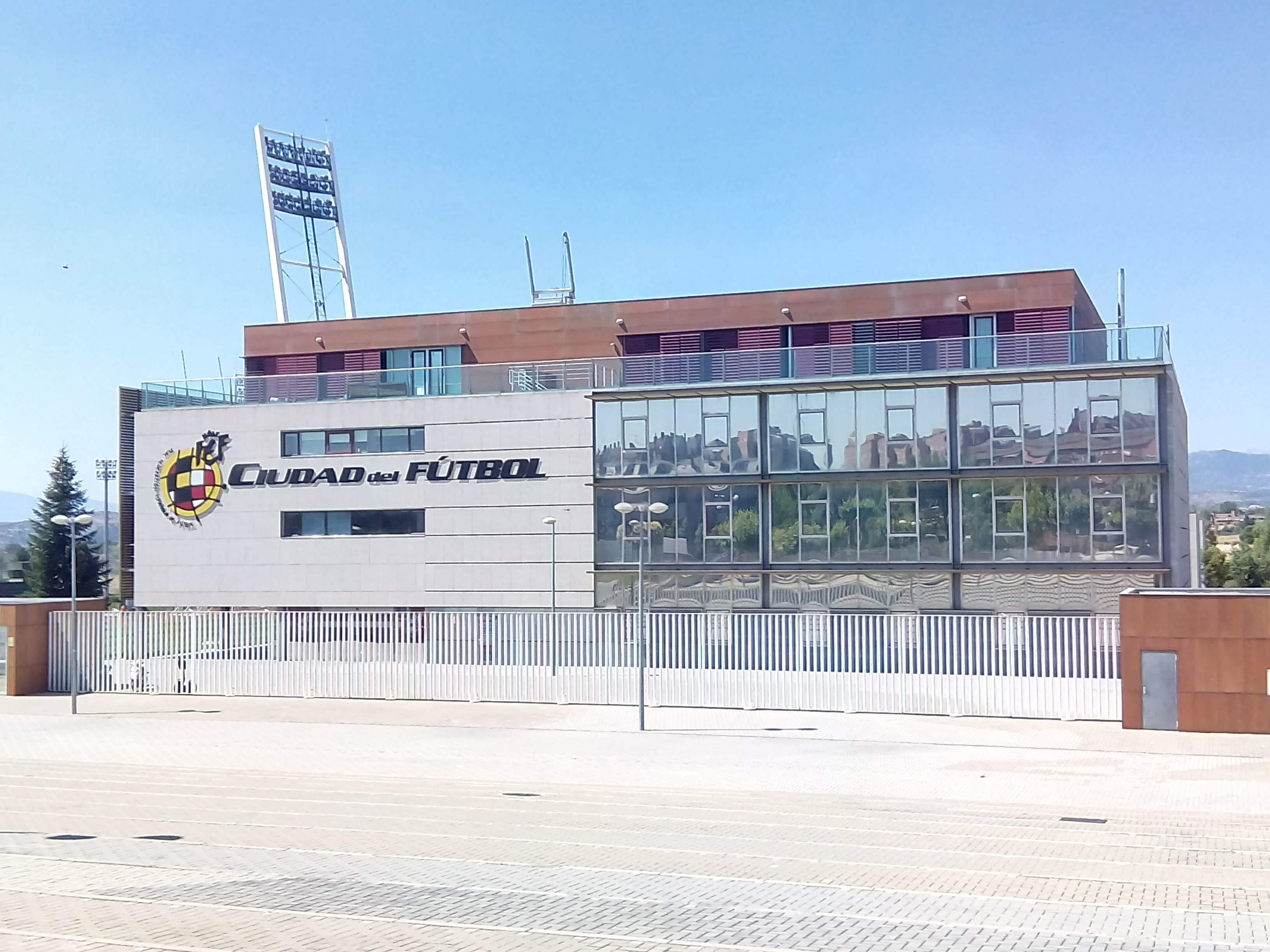
Ciudad del Fútbol

Las Rozas siempre ha estado muy ligada al deporte, como demuestran los premios recibidos durante los treinta últimos años: 
- 1991 Premio Nacional de Deporte[29]
- 1998 Premio Siete Estrellas del Deporte de la Comunidad de Madrid
- 1999 Premio Nacional de Deporte[29]
- 2016 Ciudad Europea del Deporte: una distinción entregada oficialmente a los responsables municipales en noviembre de 2015 en la sede de la Comisión Europea en Bruselas[30][31]
- 2016 Premio Siete Estrellas del Deporte de la Comunidad de Madrid

En el municipio se encuentra la sede de la Real Federación Española de Fútbol, en las instalaciones de la Ciudad del Fútbol de Las Rozas desde el año 2003. También se encuentra la sede de la Federación Internacional de Fisicoculturismo.
Las principales asociaciones deportivas de Las Rozas son:
| Deporte                     | Club                                    | Palmarés                   | Liga                | Complejo deportivo                                                |
| --------------------------- | --------------------------------------- | -------------------------- | ------------------- | ----------------------------------------------------------------- |
| Fútbol                      | Las Rozas CF                            |                            | Tercera Federación  | Polideportivo municipal Dehesa de Navalcarbón                     |
| Baloncesto                  | Club Baloncesto Las Rozas               |                            |                     | Polideportivo San José de Las Matas, polideportivo de Entremontes |
| Fútbol americano            | Las Rozas Black Demons                  | 1 Conferencia Norte (2012) | LNFA                | El Cantizal                                                       |
| Rugby                       | Ingenieros Industriales Las Rozas Rugby |                            | División de Honor B | El Cantizal                                                       |
| Hockey sobre patines        | Club Patín Las Rozas                    |                            | OK Liga Femenina    |                                                                   |
| Hockey                      | Club Hockey Caníbales Las Rozas         |                            |                     | El Abajón                                                         |
| Patinaje artístico de línea | Club Elite Skating Las Rozas            |                            |                     |                                                                   |
| Floorball                   | CUF Las Rozas                           |                            | Liga CAM            | Polideportivo de Entremontes                                      |

### Centros comerciales y de ocio

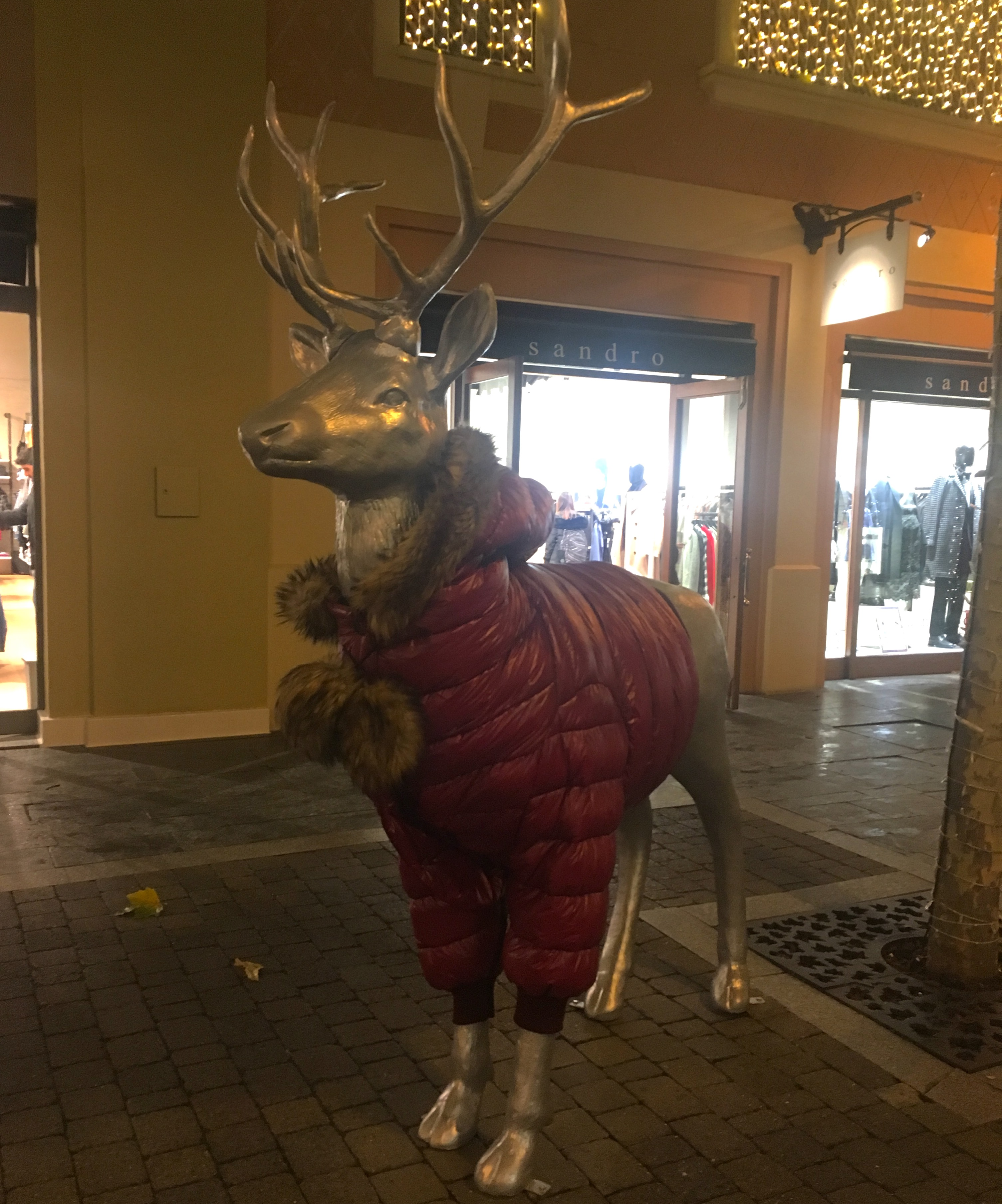
Figura de un venado en Las Rozas Village durante las Navidades 2017

- BurgoCentro: inaugurado en mayo del 1987, con 240 locales distribuidos en cuatro plantas (tiendas, supermercado y restauración rápida).
- Európolis: zona comercial creada en 1993, de 750 000 m², cerca de 800 comercios, industrias y restaurantes donde trabajan más de 5000 personas.[32]
- The Style Outlets: primer outlet abierto en España en 1996 (centro comercial de textil, de complementos y del hogar, incluyendo un servicio de restauración).
- Las Rozas Village: inaugurado en mayo del 2000, con 95 locales de grandes marcas, donde trabajan cerca de 1000 personas. Según las estadísticas del año 2016, alrededor de 4,5 millones de personas visitan Las Rozas Village al año, donde 40% son extranjeros.
- Heron City: inaugurado en 1999, es un centro de ocio que cuenta con un cine de 24 salas con tecnología IMAX®, tiendas, una gran variedad de restaurantes y un gimnasio.